# Aethionectes oberthueri
Aethionectes oberthueri är en skalbaggsart som först beskrevs av Régimbart 1895.  Aethionectes oberthueri ingår i släktet Aethionectes och familjen dykare. Inga underarter finns listade i Catalogue of Life.